# Nightmare Revisited
Nightmare Revisited est une édition de reprises des chansons du film L'Étrange Noël de monsieur Jack sorti en 1993. L'album est sorti aux États-Unis le 30 septembre 2008 sous le label Walt Disney Records. Les chansons ont été composées par Danny Elfman.
Le groupe américain Tiger Army avait fait une reprise de "Oogie Boogie's Song", qui n'était disponible qu'en bonus de l'édition numérique. La reprise de "Sally's Song" par Scott Murphy n'est disponible que sur le pressage japonais du disque. 
Le disque s'est classé 31ème au classement U.S. Billboard 200 et premier du classement Billboard Top Compilation Albums.

## Liste des morceaux
1. Overture (DeVotchKa)
2. Opening (Danny Elfman)
3. This Is Halloween (Marilyn Manson et Tim Skold)
4. Jack's Lament (The All-American Rejects)
5. Doctor Finkelstein / In The Forest (Amiina)
6. What's This? (Flyleaf)
7. Town Meeting Song (The Polyphonic Spree)
8. Jack And Sally Montage (The Vitamin String Quartet)
9. Jack's Obsession (Sparklehorse)
10. Kidnap The Sandy Claws (Korn)
11. Making Christmas (Rise Against)
12. Nabbed (Yoshida Brothers)
13. Oogie Boogie's Song (Rodrigo Y Gabriela)
14. Sally's Song (Amy Lee)
15. Christmas Eve Montage (RJD2)
16. Poor Jack (Plain White T's)
17. To The Rescue (Datarock)
18. Finale - Reprise (Shiny Toy Guns)
19. Closing (Danny Elfman)
20. End Title (The Album Leaf)